# Polysorbaat

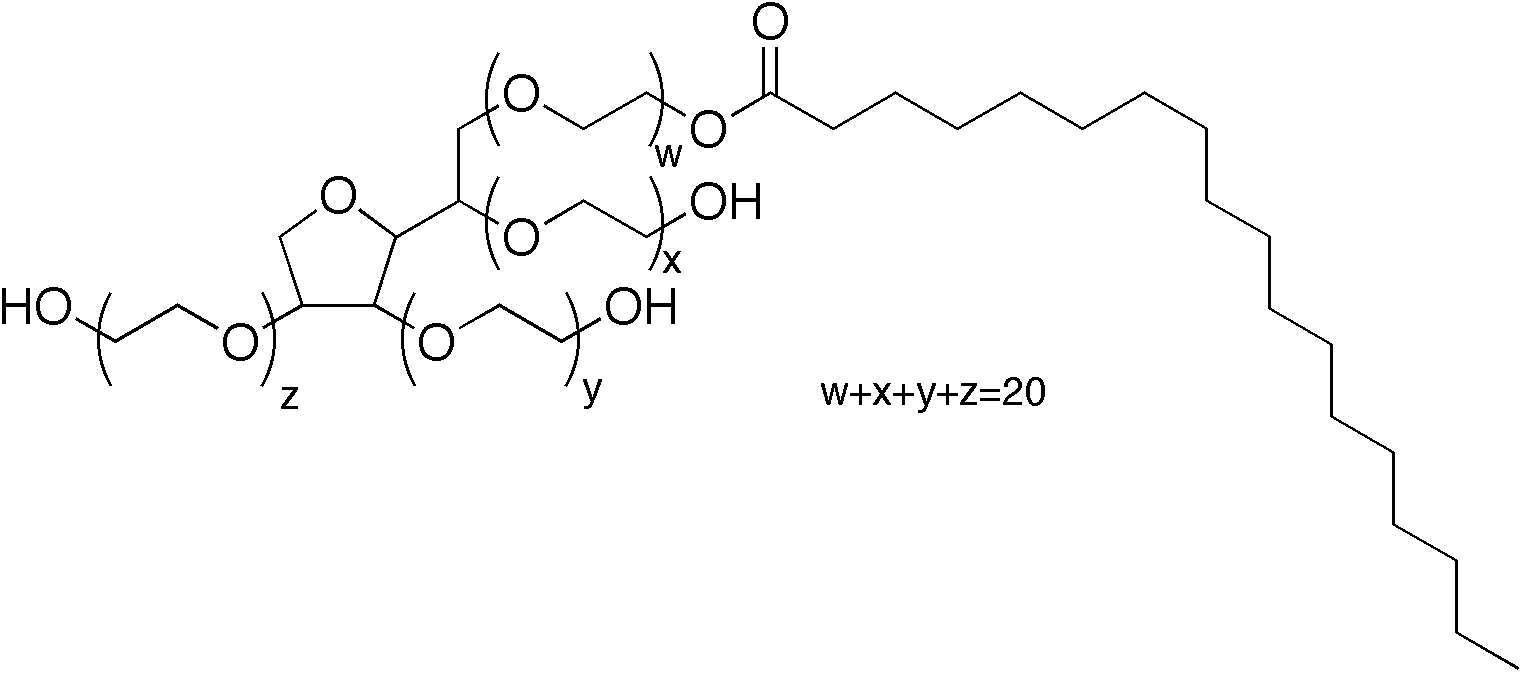
Polysorbaat-60

Een polysorbaat behoort tot een groep olie-achtige vloeistoffen die gebruikt worden in geneesmiddelen, cosmetica en voedingsmiddelen.

## Voorbeelden
- Polysorbaat 20
- Polysorbaat 80